# W wysokiej trawie (film)
W wysokiej trawie (ang. In the Tall Grass) – kanadyjski horror  z 2019 roku.
Scenariusz filmu powstał na podstawie powieści pod tym samym tytułem autorstwa Stephena Kinga i jego syna Joe Hilla.

## Fabuła
Becky i Cal DeMuthowie są w drodze do San Diego w stanie Kansas. Ich chwilowy postój przerywa krzyk chłopca dochodzący z tytułowej wysokiej trawy, która rozciąga się przed bohaterami po horyzont. Postanawiają wejść do trawiastego labiryntu, aby pomóc chłopcu. Niefortunnie, Becky i Cal rozdzielają się. W gęstej trawie zaczynają dziać się coraz to dziwniejsze rzeczy, a czas i przestrzeń stają się dla rodzeństwa pojęciem względnym. Wielkie pole trawy okazuje się być swego rodzaju ogromnym, żywym organizmem, którego funkcjonowaniem rządzi głaz niewiadomego pochodzenia. Skała swoją mocą zmienia ojca zagubionego w trawie chłopca - Rossa Humboldta - w opętanego chęcią mordu drapieżnika. 

## Obsada
- Harrison Gilbertson – Travis McKean
- Laysla De Oliveira – Becky DeMuth
- Avery Whitted – Cal DeMuth
- Will Buie Jr. – Tobin Humboldt
- Rachel Wilson – Natalie Humboldt
- Patrick Wilson – Ross Humboldt
- Tiffany Helm – Pracownica stacji benzynowej

## Odbiór

### Krytyka w mediach
Film spotkał się z mieszaną reakcją krytyków. W serwisie Rotten Tomatoes 35% ze 62 recenzji jest pozytywne, a średnia ocen wyniosła 5,2/10. Na portalu Metacritic średnia ocen z 13 recenzji wyniosła 46 punktów na 100.